# Wahlkreis Bautzen 3
Der Wahlkreis Bautzen 3 (obersorbisch Wólbny wokrjes Budyšin 3; Wahlkreis 54, bis 2014 Kamenz 2) ist ein Landtagswahlkreis in Sachsen. Er umfasst die Große Kreisstadt Radeberg, die Städte Bernsdorf, Königsbrück, Lauta, Wittichenau und die Gemeinden Laußnitz, Neukirch, Oßling, Ottendorf-Okrilla, Schwepnitz und Wachau im Landkreis Bautzen. Wahlberechtigt waren bei der letzten Landtagswahl (im Jahr 2019) 54.249 Einwohner.

## Wahl 2024
Die Landtagswahl 2024 führte zu folgendem Ergebnis:
| Direktkandidat      | Partei              | Erststimmen in % | Zweitstimmen in % |
| ------------------- | ------------------- | ---------------- | ----------------- |
| Thomas Jürgen Haink | CDU                 | 36,9             | 33,8              |
| Timo Schreyer       | AfD                 | 39,2             | 35,1              |
| Lydia Berger        | Die Linke           | 2,8              | 2,1               |
| Maria Barbara Untch | GRÜNE               | 1,9              | 2,7               |
| Alex Detlef Scholze | SPD                 | 4,8              | 5,7               |
| Kristin Schiewart   | FDP                 | 1,1              | 1,0               |
| Marcel Linack       | Freie Wähler        | 3,1              | 1,9               |
| –                   | Die Partei          | –                | 0,7               |
| –                   | Piraten             | –                | 0,2               |
| –                   | ÖDP                 | –                | 0,1               |
| –                   | BüSo                | –                | 0,1               |
| –                   | Tierschutz hier!    | –                | 1,0               |
| –                   | dieBasis            | –                | 0,2               |
| –                   | Bündnis C           | –                | 0,1               |
| –                   | Bündnis Deutschland | –                | 0,4               |
| Kathleen Liebschner | BSW                 | 10,2             | 11,7              |
| –                   | Freie Sachsen       | –                | 2,9               |
| –                   | V-Partei3           | –                | 0,1               |
| –                   | WU                  | –                | 0,3               |

## Wahl 2019
Amtliches Endergebnis der Landtagswahl am 1. September 2019 im Wahlkreis 54 – Bautzen 3:
(Ergebnisse in Prozent)
| Direktkandidat       | Partei               | Direktstimmen | Listenstimmen |
| -------------------- | -------------------- | ------------- | ------------- |
| Mathias Kockert      | CDU                  | 31,5          | 32,3          |
| Silvio Lang          | Die Linke            | 8,5           | 7,8           |
| André Dubiel-Umlauft | SPD                  | 4,6           | 6,5           |
| Timo Schreyer        | AfD                  | 31,9          | 31,5          |
| Jens Bitzka          | GRÜNE                | 4,8           | 4,9           |
| –                    | NPD                  | –             | 0,7           |
| Holger Zastrow       | FDP                  | 13,5          | 7,8           |
| Marcel Linack        | Freie Wähler         | 5,1           | 3,7           |
| –                    | Tierschutz           | –             | 1,4           |
| –                    | Piraten              | –             | 0,3           |
| –                    | Die PARTEI           | –             | 1,1           |
| –                    | BüSo                 | –             | 0,1           |
| –                    | ADPM                 | –             | 0,2           |
| –                    | Blaue Partei         | –             | 0,4           |
| –                    | KPD                  | –             | 0,1           |
| –                    | ÖDP                  | –             | 0,4           |
| –                    | Die Humanisten       | –             | 0,1           |
| –                    | PDV                  | –             | 0,1           |
| –                    | Gesundheitsforschung | –             | 0,7           |

| Wahlberechtigte | 54.249 |
| Wahlbeteiligung | 68,8 % |

## Wahl 2014
| Amtliches Endergebnis der Landtagswahl am 31. August 2014 in Sachsen im Wahlkreis 054 Bautzen 3 (Ergebnisse in Prozent) |

| Direktkandidat    | Partei          | Erststimmen in % | Zweitstimmen in % |
| ----------------- | --------------- | ---------------- | ----------------- |
| Stanislaw Tillich | CDU             | 57,2             | 42,8              |
| Kay Scheidemantel | Die Linke       | 15,0             | 15,8              |
| Cordula Heß       | SPD             | 10,1             | 11,3              |
| Jörg Anders       | NPD             | 5,9              | 5,2               |
| Thomas Käppler    | FDP             | 2,6              | 4,4               |
| Jens Bitzka       | GRÜNE           | 3,4              | 3,9               |
| -                 | Tierschutz      | -                | 1,0               |
| Philipp Schnabel  | Piraten         | 1,7              | 1,0               |
| Marcel Krebes     | BüSo            | 0,7              | 0,2               |
| -                 | DSU             | -                | 0,2               |
| -                 | AfD             | -                | 11,2              |
| -                 | pro Deutschland | -                | 0,2               |
| Ralf Zeidler      | FREIE WÄHLER    | 3,3              | 2,2               |
| -                 | DIE PARTEI      | -                | 0,6               |

## Wahl 2009
| Amtliches Endergebnis der Landtagswahl am 30. August 2009 in Sachsen im Wahlkreis 054 Kamenz 2 (Ergebnisse in Prozent) |

| Direktkandidat     | Partei          | Erststimmen in % | Zweitstimmen in % |
| ------------------ | --------------- | ---------------- | ----------------- |
| Stanislaw Tillich  | CDU             | 58,6             | 43,1              |
| Kay Scheidemantel  | Die Linke       | 16,6             | 18,7              |
| Volker Kurz        | SPD             | 7,4              | 9,5               |
| Matthias Kleminski | NPD             | 6,1              | 6,8               |
| Enrico Baum        | FDP             | 6,9              | 10,4              |
| Jens Bitzka        | GRÜNE           | 4,3              | 4,6               |
| -                  | Tierschutz      | -                | 2,0               |
| -                  | PBC             | -                | 0,3               |
| -                  | BüSo            | -                | 0,2               |
| -                  | DSU             | -                | 0,2               |
| -                  | REP             | -                | 0,2               |
| -                  | Freie Sachsen   | -                | 1,4               |
| -                  | FP Deutschlands | -                | 0,1               |
| -                  | Humanwirtschaft | -                | 0,2               |
| -                  | Piraten         | -                | 1,9               |
| -                  | SVP             | -                | 0,2               |

## Wahl 2004
Die Landtagswahl 2004 hatte folgendes Ergebnis:
| Direktkandidat        | Partei     | Erststimmen in % | Zweitstimmen in % |
| --------------------- | ---------- | ---------------- | ----------------- |
| Stanislaw Tillich     | CDU        | 44,9             | 41,8              |
| Regina Schulz         | PDS        | 25,5             | 22,4              |
| Christoph Klaer       | SPD        | 10,9             | 8,9               |
| Jens Bitzka           | GRÜNE      | 3,9              | 3,8               |
| -                     | NPD        | -                | 10,7              |
| Dagmar Fellendorf     | FDP        | 7,8              | 6,3               |
| -                     | DSU        | -                | 0,5               |
| -                     | PBC        | -                | 0,4               |
| -                     | GRAUE      | -                | 0,9               |
| Tina Rank             | BüSo       | 2,4              | 0,8               |
| -                     | AUFBRUCH   | -                | 0,5               |
| Manfred Alfred Arnold | DGG        | 4,6              | 1,3               |
| -                     | Tierschutz | -                | 1,7               |